# Luna (mitologia)

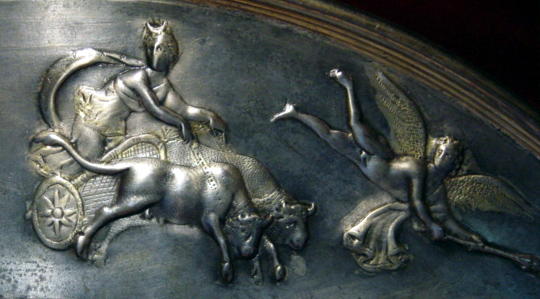
Dois bois puxando a biga de Luna na Parabiago patera (ca. século II e V d.C.).

Na antiga religião romana e mitologia, Luna é a encarnação divina da Lua (Latim, luna). Ela é muitas vezes apresentada como um complemento feminino do Sol (Sol), concebido como um deus. Luna também é por vezes representada como um aspecto de deusa romana tripla (diva triformis), juntamente com Proserpina e Hécate. Luna nem sempre foi uma deusa distinta, mas sim às vezes um epíteto que se especializa em uma deusa, uma vez que Diana e Juno são identificadas como deusas da lua.
Na arte romana, os atributos de Luna era a lua crescente e duas carruagens juntas (biga). No Carmen Saeculare escrito em 17 a.C., Horácio a invoca como a "rainha de dois chifres das estrelas" (siderum regina bicornis), quando só as meninas a ouvem cantando, enquanto só os meninos ouvem Apolo.
Varrão categoriza Luna e Sol entre os deuses visíveis, distinguindo-os dos deuses invisíveis, tais como Netuno e dos mortais divinizados como Hércules. Ela era uma das divindades que Macróbio propôs como o segredo tutelar de Roma. No culto imperial, Sol e Luna poderiam representar a extensão do domínio romano sobre o mundo, com o objetivo de garantir a paz.
Luna era a homóloga grega de Selene. Na literatura e arte romanas, os mitos sobre Selene eram adaptados sobre o
 nome de Luna. O mito de Endimião, por exemplo, era um assunto popular para a pintura de parede romana.

## Culto e templos
Varrão lista Luna entre as 12 divindades que são vitais para a agricultura, como Virgílio faz em uma lista diferente de 12 divindades, em que ele se refere a Luna e Sol como clarissima mundi lumina, fontes claras mundias de luz. Varrão também lista Luna entre os vinte principais deuses de Roma  Nesta lista, Luna se distingue de Diana e Juno, que também aparecem nela.
Os romanos datavam o culto a Luna como parte da época semi-legendária dos reis de Roma. Tito Tácio deveria ter importado o culto a Luna para Roma a partir dos Sabinos, mas Sérvio Túlio é creditado com a criação do Templo de Luna no Monte Aventino, logo abaixo do Templo de Diana O aniversário da fundação do templo (dies natalis) era comemorado anualmente em 31 de março. Ela aparece pela primeira vez na literatura romana na história de como em 182 a.C., um vendaval de poder excepcional explodiu as suas portas, que caíram no Templo de Ceres, abaixo da encosta. Em 84 a.C., o Templo foi atingido por um raio no mesmo dia em que o líder populista Cina foi assassinado por suas tropas. O templo do Aventino pode ter sido destruído pelo Grande Incêndio de Roma durante o reinado de Nero.
Como Noctiluna, Luna tinha um templo no Monte Palatino, que Varrão descreveu como brilhante ou brilhando pela noite. Nada mais se sabe sobre o templo, e não está claro o que Varrão estava documentando.

## Juno como deusa da lua
As Calendas de cada mês, quando de acordo com o calendário lunar, a lua nova ocorria, que era sagrada para Juno, como todos os Idos eram para Júpiter. Sobre os Nonos, ela foi homenageada como Juno Covella, Juno da lua crescente. Ambas Juno e Diana eram invocadas como deusas do nascimento com o epíteto de Lucina.

## Biga da lua

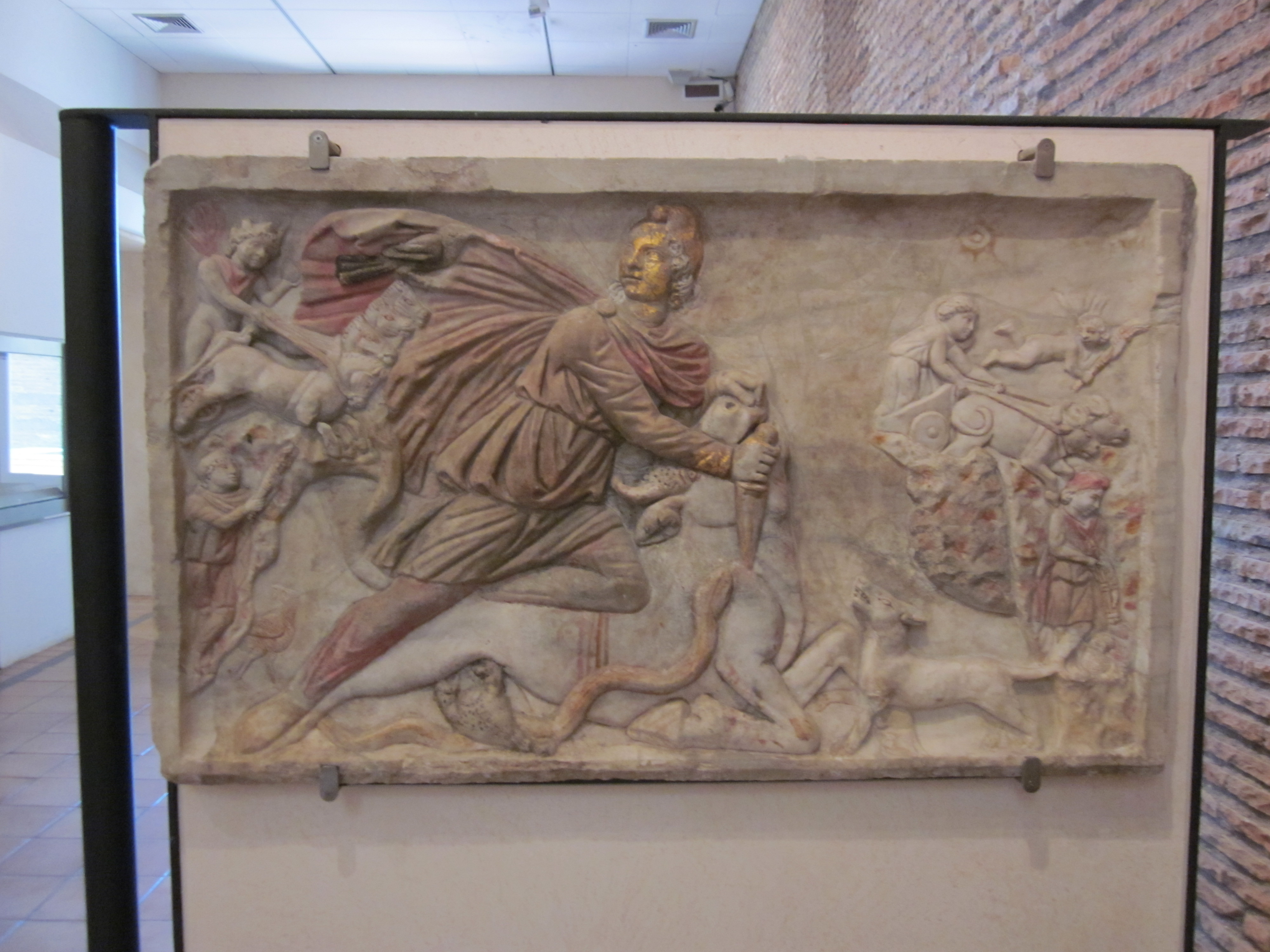
Neste relevo, Luna conduz uma biga puxada por dois bois (direita), enquanto o Sol leva uma quadriga puxada a cavalo (à esquerda).

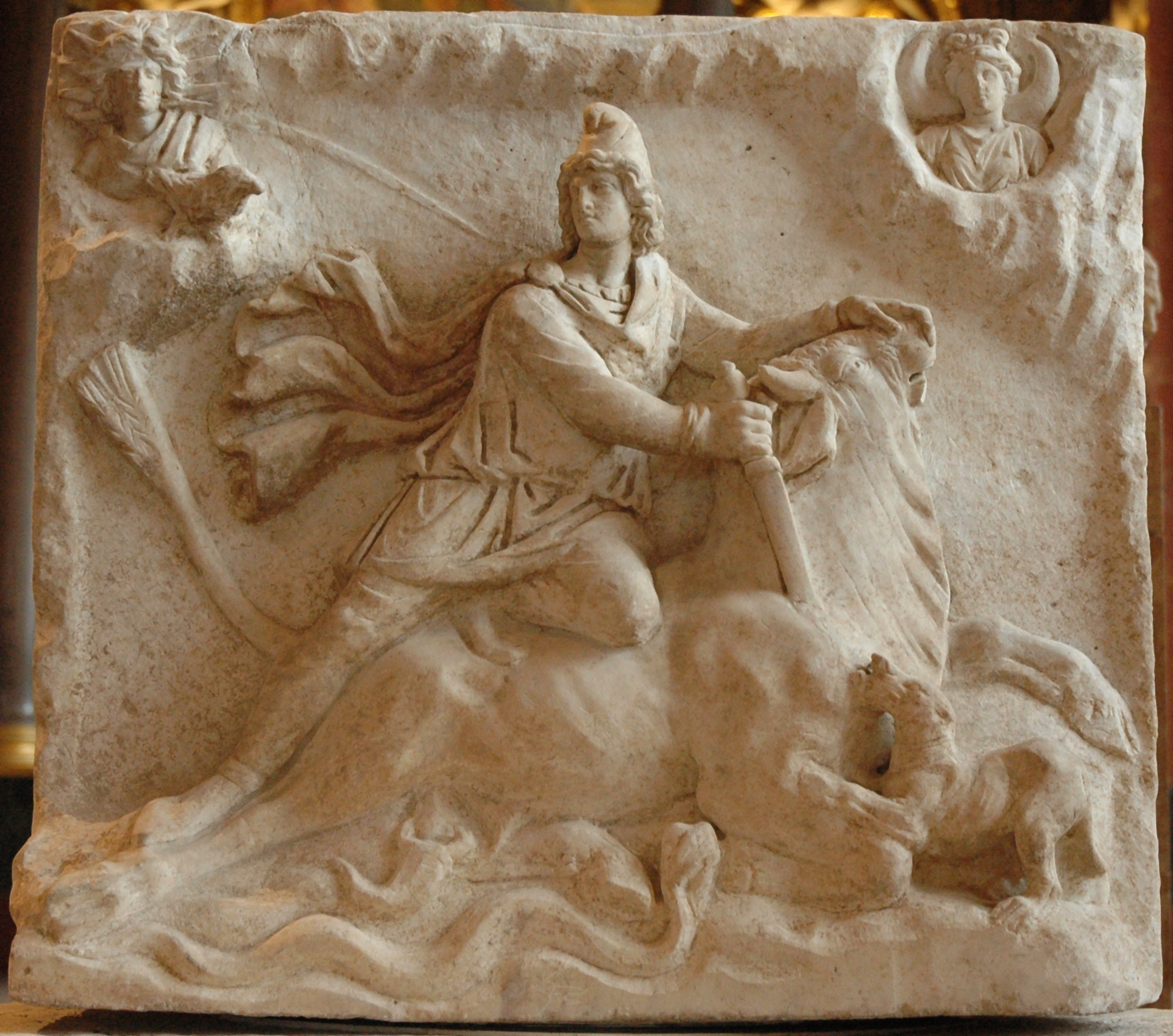
Luna (canto superior direito), combinada com o Sol (canto superior esquerdo), em outra representação de tauroctonia.

Luna é frequentemente representada dirigindo uma biga puxada por dois bois ou cavalos. Na arte romana, Luna a cocheira é regularmente emparelhada com Sol, que conduz uma biga de quatro cavalos (quadriga).
Isidoro de Sevilha explica que a quadriga representa o curso do sol através das quatro estações do ano, enquanto a biga representa a lua, "porque ela viaja em curso de dupla com o sol, ou porque é visível tanto de dia como de noite — para eles, junto de um cavalo preto e branco".
Luna em sua biga era um elemento de Mitraísmo iconográfico, geralmente no contexto de Tauroctonia. No mitreu de Santa Maria Capua Vetere, uma pintura de parede que unicamente se concentra em Luna, só mostra um dos cavalos da dupla, com a de cor clara, outro com um marrom escuro.
A biga de bois também foi impulsionada por Hécate, no aspecto ctônico de tripla deusa em complemento com a "chifruda" meio-coroada Diana e Luna. As três formas de Hécate (trimorphos), era identificado por Sérvio como Luna, Diana e Proserpina. De acordo com o poeta arcaico-grego Hesíodo, Hécate originalmente tinha o poder sobre os céus, a terra e o mar, e não como na tradição posterior, no céu, na terra e no submundo.

## Os lunáticos
Na Roma antiga, havia também a crendice nos supostos malefícios lunares, provavelmente herdada dos gregos através das crenças em torno da equivalente mitológica, Selena.
Selena, na Grécia antiga, além de um nome próprio para a lua, também era um substituto de mênê, sinônimo de lua que também era usado para denotar "mês", provavelmente por um tabu linguístico, uma vez que a lua estava ligada a um mundo perigoso e maléfico, como atesta o verbo grego antigo e coiné selêniazein, "ser ferido pela lua, tornar-se lunático, isto é, epiléptico, convertendo-se desse modo em adivinho ou feiticeiro".
A crença nos poderes maléficos lunares é atestada em duas passagens importantes do Evangelho de Mateus, Mateus 4:24 e Mateus 17:15. Na primeira, diz o texto: "e espalhou-se a sua fama (de Jesus) por toda a Síria e trouxeram-lhe todos os que tinham algum mal, possuídos de vários achaques e dores, os possessos, os lunáticos [selêniazoumenous], os paralíticos e curava-os". No segundo, "tendo ido para jundo do povo, aproximou-se dele um homem que se lançou de joelhos diante dele, dizendo: 'Senhor, tem piedade de meu filho, porque é lunático [hoti selêniazetai] e sofre muito".